# Nürnberger Cup
Nürnberger Cup – profesjonalny kobiecy turniej tenisowy rangi WTA International Series, zaliczany do cyklu WTA Tour. Rozgrywany na kortach ziemnych w niemieckiej Norymberdze w latach 2013–2019, o puli nagród 250 000 dolarów. Turniej zajął w kalendarzu WTA Tour miejsce zawodów, które w latach 2007–2012 organizowano w Barcelonie.

## Mecze finałowe

### gra pojedyncza
| Rok  | Mistrzyni        | Finalistka           | Wynik            |
| 2019 | Julija Putincewa | Tamara Zidanšek      | 4:6, 6:4, 6:2    |
| 2018 | Johanna Larsson  | Alison Riske         | 7:6(4), 6:4      |
| 2017 | Kiki Bertens     | Barbora Krejčíková   | 6:2, 6:1         |
| 2016 | Kiki Bertens     | Mariana Duque Mariño | 6:2, 6:2         |
| 2015 | Karin Knapp      | Roberta Vinci        | 7:6(5), 4:6, 6:1 |
| 2014 | Eugenie Bouchard | Karolína Plíšková    | 6:2, 4:6, 6:3    |
| 2013 | Simona Halep     | Andrea Petković      | 6:3, 6:3         |

### gra podwójna
| Rok  | Mistrzynie                             | Finalistki                        | Wynik             |
| 2019 | Gabriela Dabrowski Xu Yifan            | Sharon Fichman Nicole Melichar    | 4:6, 7:6(5), 10-5 |
| 2018 | Demi Schuurs Katarina Srebotnik        | Kirsten Flipkens Johanna Larsson  | 3:6, 6:3, 10–7    |
| 2017 | Nicole Melichar Anna Smith             | Kirsten Flipkens Johanna Larsson  | 3:6, 6:3, 11–9    |
| 2016 | Kiki Bertens Johanna Larsson           | Shūko Aoyama Renata Voráčová      | 6:3, 6:4          |
| 2015 | Chan Hao-ching Anabel Medina Garrigues | Lara Arruabarrena Raluca Olaru    | 6:4, 7:6(5)       |
| 2014 | Michaëlla Krajicek Karolína Plíšková   | Raluca Olaru Szachar Pe’er        | 6:0, 4:6, 10–6    |
| 2013 | Raluca Olaru Walerija Sołowjowa        | Anna-Lena Grönefeld Květa Peschke | 2:6, 7:6(3), 11–9 |